# 大内延介
大内 延介（おおうち のぶゆき、1941年10月2日 - 2017年6月23日）は、将棋棋士。土居市太郎名誉名人門下。棋士番号は86。東京府東京市（現：東京都港区）出身。中央大学卒業。

## 棋歴
小学4年生のとき、将棋道場で二枚落ちで3連敗し、それがきっかけで将棋にのめりこむ。小学6年生の頃には、将棋の駒の名産地として知られる山形県天童市にて、1か月間の将棋修行をした。
1954年、土居市太郎名誉名人の最後の弟子として入門。1963年4月1日の四段昇段（プロ入り）は、同じ中大の後輩である米長邦雄と同期である。大内と、高島弘光、西村一義、山口英夫との4名は同年生まれで若手時代から活躍して「花の昭和16年組」と呼ばれた。
順位戦では初出場となった第18期（C級2組）・第19期（C級1組）と連続で昇級した。
1967年、第8期王位戦にて大山康晴への挑戦権を獲得し、タイトル戦番勝負に初登場。段位が六段のままタイトル棋戦に挑戦した棋士は当時史上初だったが、七番勝負は1勝4敗で敗退した。
1972年度・第27期順位戦で初のA級在位（成績は最下位に終わった。）。
穴熊戦法を駆使し、2回目のA級で迎えた1974年度・第29期順位戦では7勝2敗と最高成績を修め、翌1975年に開催された第34期名人戦で中原誠の挑戦者となった。二人は対比的に、“中原は王道、大内は覇道”と表現された。この名人戦で大内は中原と互角に戦い、3勝3敗でフルセットとなり（このほか千日手も1局あった）、迎えた最終第7局は1日目の封じ手の時点で大内が大優勢となった。しかし、勝利目前でミス（手順前後）をして勝ちを逃し、持将棋に持ち込まれてしまった。これについて大内自身は後年に「対局室（羽沢ガーデン）の近くにビアガーデンがあり、そこから聞こえる酔った人の話し声と将棋の読みとの‘葛藤’があり、後で指すべき手を先に指してしまった」と語っていた。そして指し直しの第8局で敗れ、名人を獲得することができなかった。
タイトル戦に昇格した第1期（1975年度）棋王戦で敗者復活戦を勝ち抜き、棋王決定リーグに進出。前年棋王戦優勝の内藤國雄と本戦優勝の高島弘光との三者によるリーグ戦で内藤と相星の3勝1敗となり、同点決勝で内藤を破り、自身初のタイトルとなる棋王の座を獲得。翌期には加藤一二三の挑戦を受け、3連敗のストレート負けで失冠した。
日本将棋連盟渉外担当理事だった1991年8月、大内は朝日新聞社に名人戦（当時は毎日新聞社主催）主催に復帰する考えがあるか打診した。日本将棋連盟の8人の理事のうち、朝日新聞社への移行に賛成していたのは大内、二上達也、田丸昇の3名のみで、他の5名は反対していた。その後、1991年9月・1992年3月・1992年5月の棋士会でも反対意見に押され、廃案となった。
第68期（2009年度）順位戦でC級2組からの降級が決定。当時既に60歳を超えていた関係上、フリークラスに編入を経ずに引退が決まった。タイトル獲得歴を有する棋士が順位戦C級2組から降級して引退するケースは、同年の有吉道夫と共に初であった。引退決定（当期順位戦終了）時点で第23期竜王戦で5組に在籍し、昇級者決定戦及び残留決定戦に出場する権利を残しており、昇級者決定戦は1回戦（2010年3月17日）で泉正樹に敗北、そして勝敗に関わらず引退日となる2010年4月20日の竜王戦5組残留決定戦で石田和雄に勝ち、石田を6組に降級させ、自身は6組降級（の成績）の汚点を棋士人生に残すことなく、勝負師として最後の華を飾った。
2017年6月23日に死去（死因は非公表）。75歳没。
葬儀は近親者のみで済ませ、7月17日に東京・将棋会館で「お別れの会」を開催した。囲碁を趣味とした大内に、日本棋院から囲碁アマ八段が追贈され、女優の吉永小百合（吉永は、家族ぐるみで、数十年の親交があった）など、関係者と一般の将棋ファンを合わせて約500名が出席した。
2018年4月2日に発表された第45回将棋大賞（2017年度）で、大内に升田幸三賞特別賞が贈られた。受賞事由は「振飛車穴熊を戦法に確立した工夫」。

## 棋風
- 振飛車穴熊を駆使して「怒濤流」[9]と呼ばれた[10]。邪道視されていた穴熊をプロの戦法に昇華させ[10]、「穴熊党総裁」との呼び名がある[14]（なお、副総裁と呼ばれたのは西村一義）。

## 人物
- 生家は洋服店を営んでいたが、和服を好み、タイトル戦などを除く通常の対局でもよく着用した[15]。
- 将棋のルーツについての研究家でもあり、著書に「将棋の来た道」「アジア勝負の旅」がある。
- 江戸っ子気質の持ち主として知られ、それを物語るエピソードに事欠かなかった。
- 第2期棋王戦の番勝負に先立ち、挑戦者の加藤一二三に対局時の癖（空咳をする、相手の後ろに回り込んで将棋盤を見るなど）の改善を求め、将棋連盟理事会に申し入れをした。「気にしては損だとわかってはいるんだけど、気になるのだからしようがない」と語っていた[16]。自身のタイトル防衛がかかった第2期棋王戦は加藤に3連敗で敗れ棋王を失冠した。
- 1991年の竜王戦予選で、当時五段の村山聖と対局した際、爪を切るのを嫌って伸ばしていた村山に、「駒に傷もつくし、相手にも失礼だろう」と年長棋士として遠慮なく注意した[17]。厳しく言われた村山は落ち込んだ様子を見せたとするものの、当該対局には勝った[17]。
- 当時奨励会初段だった阿久津主税と将棋会館の控え室で鉢合わせになった際、阿久津が畏れ多さの余り目を逸らしたことに対し、「なぜ挨拶しない、師匠は誰だ」と咎め、阿久津が「滝先生です。」と返答するやいなや、「自分の師匠のことを人前で『先生』なんて付けて呼ぶ奴があるか！」と強く叱責した[18]。阿久津はこの件を人格的な成長のきっかけになったと述懐した[18]。なお、大内自身も、修業時代に木村義雄十四世名人から「君の師匠は？」と聞かれて「土居先生です」と答えてしまい、木村に「土居先生ですという言い方はないよ。土居ですといいたまえ」と同じように叱責された経験を持っていた。
- 2006年5月1日に妻が死去。
- 若き時代は、スキーやゴルフ、登山などのスポーツに熱中しており、特にスキーは1級指導員の資格を保有するほどの腕前であった[10]。

## 普及活動など
- 1993年から1996年まで日本将棋連盟の専務理事を務め、1999年から開始された国際将棋フォーラムの立ち上げなどで活躍した。
- 長きにわたり、新橋駅SL広場で名人戦（春）ならびに竜王戦（秋）の大盤解説会を開催していた（聞き手は弟子の藤森奈津子）[19]。2017年6月に死去したが、同年秋、弟子たちによって第30期竜王戦の大盤解説会が引き続き開催された（第4局（2017年11月24日、鈴木大介・藤森奈津子・梶浦宏孝）[20]、第5局（2017年12月5日、鈴木大介・藤森奈津子・藤森哲也）[21][22]）。2018年春の名人戦でも同様であり[23]、大内の志を弟子たちが引き継いでいる。
- 一周忌のしばらく後の2018年7月16日に、（株）囲碁将棋チャンネル・日本将棋連盟の主催、「大内延介九段一門」の協力で、「大内門下杯 子ども将棋大会」が開催された[24]。大内延介九段一門として名を連ねたのは、塚田泰明・鈴木大介・富岡英作・田村康介・梶浦宏孝、および藤森奈津子（LPSA）の6名[25]。

## 弟子
（段位・主な活躍は2024年4月1日現在のもの。）

### 棋士
| 名前     | 四段昇段日     | 段位・主な活躍                                     |
| -------- | -------------- | -------------------------------------------------- |
| 塚田泰明 | 1981年3月 5日  | 九段、王座1期、一般棋戦優勝3回、A級在籍7期         |
| 飯田弘之 | 1983年3月 4日  | 七段                                               |
| 富岡英作 | 1984年12月18日 | 九段                                               |
| 鈴木大介 | 1994年10月 1日 | 九段、タイトル挑戦2回、一般棋戦優勝2回、A級在籍4期 |
| 田村康介 | 1995年10月 1日 | 七段、一般棋戦優勝1回                              |

### 女流棋士
| 名前       | 女流プロ入り日 | 段位・主な活躍 |
| ---------- | -------------- | -------------- |
| 藤森奈津子 | 1979年1月      | 女流四段       |

- 鈴木の「大介」という名前は、鈴木の親が大内の名前にあやかって命名したとされる。
- 孫弟子は2011年10月1日付で四段に昇段した藤森哲也（五段・塚田門下）・2015年4月1日付で四段に昇段した梶浦宏孝(七段・鈴木門下)・2014年10月1日付で女流2級に昇級した塚田恵梨花（女流二段・塚田門下）の3人がいる。

## 不祥事
- 第42期（1984年度）順位戦10回戦・関西将棋会館での小林健二との対局で、対局場を東京・将棋会館と勘違いして不戦敗となった。この1敗が響いて大内は翌第43期にB級2組に降級した。
- 2003年10月10日、数名の知人と韓国へ観光に向かう途中だったが[26]、成田空港を午前9時50分に出発するソウル行き日本航空951便を利用しようとし、搭乗手続きは済ませていたものの[26]、搭乗口に現れるのが遅れて同便に搭乗できなかった[27]。飛行機が離陸態勢に入った後の午前10時10分頃に搭乗口に現れ、自分を搭乗させるよう求めて騒ぎを起こし、日本航空関連会社の男性管理職（42歳）と口論して、男性管理職の顔を殴って軽傷[27]（殴ったのは1回[27]、全治3週間と診断された[27]）を負わせた[26]。同空港を所轄する千葉県警新東京空港署から事情聴取を受けた大内は容疑を認め、同署は逃亡の恐れがないとして釈放した[26]。事情聴取が終了した後、他の航空会社の便でソウルに向かった[26]。2003年10月15日、日本将棋連盟理事会に謝罪文を提出した[28]。

## 昇段履歴
- 1954年00月00日 ： 6級 = 奨励会入会
- 1958年00月00日 ： 初段
- 1963年04月01日 ： 四段 = プロ入り
- 1964年04月01日 ： 五段（順位戦C級1組昇級）
- 1965年04月01日 ： 六段（順位戦B級2組昇級）
- 1970年04月01日 ： 七段（順位戦B級1組昇級）
- 1972年04月01日 ： 八段（順位戦A級昇級）
- 1984年04月01日 ： 九段（勝数規定／八段昇段後250勝〈制度新設・同年5月25日総会で決定〉、八段で313勝）[29][30]
- 2010年04月20日 ： 引退（フリークラス棋士引退規定）[31]
- 2017年06月23日 ： 死去

## 主な成績
通算成績
887勝807敗 勝率 0.5236

### 獲得タイトル
- 棋王 1期（1975年度 = 第1期）
タイトル獲得 合計 1期

- タイトル戦 登場回数（合計 4回）
  - 名人：1回（第34期〈1975年〉）
  - 王位：1回（第8期〈1967年度〉）
  - 棋王：2回（第1期〈1975年度〉、第2期）

### 一般棋戦優勝
- 全日本プロトーナメント 1回（1986年度 = 第5回）
- NHK杯戦 1回（1975年度 = 第25回）
- オールスター勝ち抜き戦5勝以上 1回（1978年度 = 第1回 9連勝）
- 日本将棋連盟杯争奪戦 2回（1974年度 = 第7回、1980年度）
- 古豪新鋭戦 2回（1961年度 = 第5回、1962年度）
- 名人戦復帰記念特別棋戦 1回（1976年度）
優勝合計8回

### 将棋大賞
- 第2回（1974年度） 連勝賞・殊勲賞
- 第3回（1975年度） 敢闘賞
- 第5回（1977年度） 連勝賞
- 第14回（1986年度） 特別賞
- 第36回（2008年度） 東京将棋記者会賞[32]
- 第45回（2017年度） 升田幸三賞特別賞（没後受賞）

### 在籍クラス
| 開始 年度 | (出典)順位戦出典 | (出典)順位戦出典                      | (出典)順位戦出典 | (出典)順位戦出典 | (出典)順位戦出典 | (出典)順位戦出典 | (出典)順位戦出典 | (出典)順位戦出典 |
| 開始 年度 | 期               | 名人                                  | A級              | B級              | B級              | C級              | C級              | 0                |
| 開始 年度 | 期               | 名人                                  | A級              | 1組              | 2組              | 1組              | 2組              | 0                |
| --- | ---------------- | ------------------------------------- | ---------------- | ---------------- | ---------------- | ---------------- | ---------------- | ---------------- |
| 1963 | 18               |                                       |                  |                  |                  |                  | C213             |                  |
| 1964 | 19               |                                       |                  |                  |                  | C110             |                  |                  |
| 1965 | 20               |                                       |                  |                  | B215             |                  |                  |                  |
| 1966 | 21               |                                       |                  |                  | B208             |                  |                  |                  |
| 1967 | 22               |                                       |                  |                  | B203             |                  |                  |                  |
| 1968 | 23               |                                       |                  |                  | B204             |                  |                  |                  |
| 1969 | 24               |                                       |                  |                  | B203             |                  |                  |                  |
| 1970 | 25               |                                       |                  | B112             |                  |                  |                  |                  |
| 1971 | 26               |                                       |                  | B104             |                  |                  |                  |                  |
| 1972 | 27               |                                       | A 11             |                  |                  |                  |                  |                  |
| 1973 | 28               |                                       |                  | B102             |                  |                  |                  |                  |
| 1974 | 29               |                                       | A09              |                  |                  |                  |                  |                  |
| 1975 | 30               |                                       | A 01             |                  |                  |                  |                  |                  |
| |                  | 順位戦31-35期は欠番／30期の翌期は36期 |                  |                  |                  |                  |                  |                  |
| 1976 | 36               |                                       |                  | B101             |                  |                  |                  |                  |
| 1978 | 37               |                                       | A 09             |                  |                  |                  |                  |                  |
| 1979 | 38               |                                       |                  | B101             |                  |                  |                  |                  |
| 1980 | 39               |                                       |                  | B108             |                  |                  |                  |                  |
| 1981 | 40               |                                       | A 09             |                  |                  |                  |                  |                  |
| 1982 | 41               |                                       | A 07             |                  |                  |                  |                  |                  |
| 1983 | 42               |                                       |                  | B101             |                  |                  |                  |                  |
| 1984 | 43               |                                       |                  |                  | B201             |                  |                  |                  |
| 1985 | 44               |                                       |                  |                  | B206             |                  |                  |                  |
| 1986 | 45               |                                       |                  |                  | B205             |                  |                  |                  |
| 順位戦の 枠表記 は挑戦者。 右欄の数字は勝-敗(番勝負/PO含まず)。 順位戦の右数字はクラス内順位 ( x当期降級点 / *累積降級点 / +降級点消去 ) |                  |                                       |                  |                  |                  |                  |                  |                  |

| 開始 年度 | (出典)順位戦出典 | (出典)順位戦出典                                          | (出典)順位戦出典                                          | (出典)順位戦出典                                          | (出典)順位戦出典                                          | (出典)順位戦出典                                          | (出典)順位戦出典                                          | (出典)順位戦出典                                          | (出典)竜王戦出典 | (出典)竜王戦出典                                                            | (出典)竜王戦出典                                                            | (出典)竜王戦出典                                                            | (出典)竜王戦出典                                                            | (出典)竜王戦出典                                                            | (出典)竜王戦出典                                                            | (出典)竜王戦出典                                                            | (出典)竜王戦出典                                                            | (出典)竜王戦出典                                                            |
| 開始 年度 | 期               | 名人                                                      | A級                                                       | B級                                                       | B級                                                       | C級                                                       | C級                                                       | 0                                                         | 期               | 竜王                                                                        | 1組                                                                         | 2組                                                                         | 3組                                                                         | 4組                                                                         | 5組                                                                         | 6組                                                                         | 決勝 T                                                                      |                                                                             |
| 開始 年度 | 期               | 名人                                                      | A級                                                       | 1組                                                       | 2組                                                       | 1組                                                       | 2組                                                       | 0                                                         | 期               | 竜王                                                                        | 1組                                                                         | 2組                                                                         | 3組                                                                         | 4組                                                                         | 5組                                                                         | 6組                                                                         | 決勝 T                                                                      |                                                                             |
| --- | ---------------- | --------------------------------------------------------- | --------------------------------------------------------- | --------------------------------------------------------- | --------------------------------------------------------- | --------------------------------------------------------- | --------------------------------------------------------- | --------------------------------------------------------- | ---------------- | --------------------------------------------------------------------------- | --------------------------------------------------------------------------- | --------------------------------------------------------------------------- | --------------------------------------------------------------------------- | --------------------------------------------------------------------------- | --------------------------------------------------------------------------- | --------------------------------------------------------------------------- | --------------------------------------------------------------------------- | --------------------------------------------------------------------------- |
| 1986 | 45               |                                                           |                                                           |                                                           | B205                                                      |                                                           |                                                           |                                                           |                  |                                                                             |                                                                             |                                                                             |                                                                             |                                                                             |                                                                             |                                                                             |                                                                             |                                                                             |
| 1987 | 46               |                                                           |                                                           | B112                                                      |                                                           |                                                           |                                                           |                                                           | 1                |                                                                             |                                                                             | 2組                                                                         |                                                                             |                                                                             |                                                                             |                                                                             | --                                                                          |                                                                             |
| 1988 | 47               |                                                           |                                                           | B106                                                      |                                                           |                                                           |                                                           |                                                           | 2                |                                                                             | 1組                                                                         |                                                                             |                                                                             |                                                                             |                                                                             |                                                                             | --                                                                          |                                                                             |
| 1989 | 48               |                                                           |                                                           | B107                                                      |                                                           |                                                           |                                                           |                                                           | 3                |                                                                             |                                                                             | 2組                                                                         |                                                                             |                                                                             |                                                                             |                                                                             | --                                                                          |                                                                             |
| 1990 | 49               |                                                           |                                                           | B105                                                      |                                                           |                                                           |                                                           |                                                           | 4                |                                                                             |                                                                             |                                                                             | 3組                                                                         |                                                                             |                                                                             |                                                                             | --                                                                          |                                                                             |
| 1991 | 50               |                                                           |                                                           | B104                                                      |                                                           |                                                           |                                                           |                                                           | 5                |                                                                             |                                                                             |                                                                             | 3組                                                                         |                                                                             |                                                                             |                                                                             | --                                                                          |                                                                             |
| 1992 | 51               |                                                           |                                                           | B108                                                      |                                                           |                                                           |                                                           |                                                           | 6                |                                                                             |                                                                             |                                                                             | 3組                                                                         |                                                                             |                                                                             |                                                                             | --                                                                          |                                                                             |
| 1993 | 52               |                                                           |                                                           | B110                                                      |                                                           |                                                           |                                                           |                                                           | 7                |                                                                             |                                                                             | 2組                                                                         |                                                                             |                                                                             |                                                                             |                                                                             | --                                                                          |                                                                             |
| 1994 | 53               |                                                           |                                                           | B109                                                      |                                                           |                                                           |                                                           |                                                           | 8                |                                                                             |                                                                             | 2組                                                                         |                                                                             |                                                                             |                                                                             |                                                                             | --                                                                          |                                                                             |
| 1995 | 54               |                                                           |                                                           |                                                           | B201                                                      |                                                           |                                                           |                                                           | 9                |                                                                             |                                                                             |                                                                             | 3組                                                                         |                                                                             |                                                                             |                                                                             | --                                                                          |                                                                             |
| 1996 | 55               |                                                           |                                                           |                                                           | B215                                                      |                                                           |                                                           |                                                           | 10               |                                                                             |                                                                             |                                                                             | 3組                                                                         |                                                                             |                                                                             |                                                                             | --                                                                          |                                                                             |
| 1997 | 56               |                                                           |                                                           |                                                           | B216x                                                     |                                                           |                                                           | 3-7                                                       | 11               |                                                                             |                                                                             |                                                                             | 3組                                                                         |                                                                             |                                                                             |                                                                             | --                                                                          |                                                                             |
| 1998 | 57               |                                                           |                                                           |                                                           | B223*x                                                    |                                                           |                                                           | 3-7                                                       | 12               |                                                                             |                                                                             |                                                                             |                                                                             | 4組                                                                         |                                                                             |                                                                             | --                                                                          |                                                                             |
| 1999 | 58               |                                                           |                                                           |                                                           |                                                           | C101                                                      |                                                           | 4-6                                                       | 13               |                                                                             |                                                                             |                                                                             | 3組                                                                         |                                                                             |                                                                             |                                                                             | --                                                                          |                                                                             |
| 2000 | 59               |                                                           |                                                           |                                                           |                                                           | C115                                                      |                                                           | 6-4                                                       | 14               |                                                                             |                                                                             |                                                                             |                                                                             | 4組                                                                         |                                                                             |                                                                             | --                                                                          |                                                                             |
| 2001 | 60               |                                                           |                                                           |                                                           |                                                           | C110                                                      |                                                           | 3-7                                                       | 15               |                                                                             |                                                                             |                                                                             |                                                                             | 4組                                                                         |                                                                             |                                                                             | --                                                                          |                                                                             |
| 2002 | 61               |                                                           |                                                           |                                                           |                                                           | C119x                                                     |                                                           | 1-9                                                       | 16               |                                                                             |                                                                             |                                                                             |                                                                             |                                                                             | 5組                                                                         |                                                                             | --                                                                          |                                                                             |
| 2003 | 62               |                                                           |                                                           |                                                           |                                                           | C131*x                                                    |                                                           | 2-8                                                       | 17               |                                                                             |                                                                             |                                                                             |                                                                             |                                                                             | 5組                                                                         |                                                                             | --                                                                          |                                                                             |
| 2004 | 63               |                                                           |                                                           |                                                           |                                                           |                                                           | C202                                                      | 4-6                                                       | 18               |                                                                             |                                                                             |                                                                             |                                                                             |                                                                             | 5組                                                                         |                                                                             | --                                                                          |                                                                             |
| 2005 | 64               |                                                           |                                                           |                                                           |                                                           |                                                           | C232                                                      | 4-6                                                       | 19               |                                                                             |                                                                             |                                                                             |                                                                             |                                                                             | 5組                                                                         |                                                                             | --                                                                          |                                                                             |
| 2006 | 65               |                                                           |                                                           |                                                           |                                                           |                                                           | C231x                                                     | 1-9                                                       | 20               |                                                                             |                                                                             |                                                                             |                                                                             |                                                                             | 5組                                                                         |                                                                             | --                                                                          |                                                                             |
| 2007 | 66               |                                                           |                                                           |                                                           |                                                           |                                                           | C241*                                                     | 4-6                                                       | 21               |                                                                             |                                                                             |                                                                             |                                                                             |                                                                             | 5組                                                                         |                                                                             | --                                                                          |                                                                             |
| 2008 | 67               |                                                           |                                                           |                                                           |                                                           |                                                           | C230*x                                                    | 2-8                                                       | 22               |                                                                             |                                                                             |                                                                             |                                                                             |                                                                             | 5組                                                                         |                                                                             | --                                                                          |                                                                             |
| 2009 | 68               |                                                           |                                                           |                                                           |                                                           |                                                           | C239**x                                                   | 2-8                                                       | 23               |                                                                             |                                                                             |                                                                             |                                                                             |                                                                             | 5組                                                                         |                                                                             | --                                                                          | 1-2                                                                         |
| 2010 |                  | 2010年4月20日引退 （フリークラス引退規定／陥落時点 69歳） | 2010年4月20日引退 （フリークラス引退規定／陥落時点 69歳） | 2010年4月20日引退 （フリークラス引退規定／陥落時点 69歳） | 2010年4月20日引退 （フリークラス引退規定／陥落時点 69歳） | 2010年4月20日引退 （フリークラス引退規定／陥落時点 69歳） | 2010年4月20日引退 （フリークラス引退規定／陥落時点 69歳） | 2010年4月20日引退 （フリークラス引退規定／陥落時点 69歳） |                  | 5組残留のまま 2010年4月20日引退 （当時、5組残留による引退延長規定の施行前） | 5組残留のまま 2010年4月20日引退 （当時、5組残留による引退延長規定の施行前） | 5組残留のまま 2010年4月20日引退 （当時、5組残留による引退延長規定の施行前） | 5組残留のまま 2010年4月20日引退 （当時、5組残留による引退延長規定の施行前） | 5組残留のまま 2010年4月20日引退 （当時、5組残留による引退延長規定の施行前） | 5組残留のまま 2010年4月20日引退 （当時、5組残留による引退延長規定の施行前） | 5組残留のまま 2010年4月20日引退 （当時、5組残留による引退延長規定の施行前） | 5組残留のまま 2010年4月20日引退 （当時、5組残留による引退延長規定の施行前） | 5組残留のまま 2010年4月20日引退 （当時、5組残留による引退延長規定の施行前） |
| 順位戦、竜王戦の 枠表記 は挑戦者。右欄の数字は勝-敗(番勝負/PO含まず)。 順位戦の右数字はクラス内順位 ( x当期降級点 / *累積降級点 / +降級点消去 ) 順位戦の「F編」はフリークラス編入 /「F宣」は宣言によるフリークラス転出。 竜王戦の 太字 はランキング戦優勝、竜王戦の 組(添字) は棋士以外の枠での出場。 |                  |                                                           |                                                           |                                                           |                                                           |                                                           |                                                           |                                                           |                  |                                                                             |                                                                             |                                                                             |                                                                             |                                                                             |                                                                             |                                                                             |                                                                             |                                                                             |

### 表彰
（日本将棋連盟以外の表彰等は「#その他表彰等」を参照）
- 1987年 将棋栄誉賞（通算600勝達成 = 11人目、1987年2月24日 第5回全日本プロ 決勝三番勝負第2局 中村修戦）[36] [注釈 4]
- 1987年 現役勤続25年 [37]
- 2000年 将棋栄誉敢闘賞（通算800勝達成 = 9人目、2000年10月24日）[38][注釈 4]
- 2002年 現役勤続40年 [40]

## その他表彰等
- 1982年 産経児童出版文化賞（『決断するとき 将棋に生きる』）
- 2015年 旭日双光章

## 主な著書
名局集
- 将棋戦型別名局集 １ （穴熊名局集）大内延介 監修 日本将棋連盟  2015
- 大内延介名局集（2012年5月、マイナビ、ISBN 4839942056）
- 大内の名局(一手精読・現代将棋)（1984年、筑摩書房）

教則本
- 実戦・詰将棋を楽しむ : 頭の体操  大内延介 著 日東書院  2003
- 将棋・端攻め全集―破壊力抜群の必勝手筋 (PERFECT SERIES)（1998年、日本将棋連盟）[将棋連盟文庫、2011年]
- 羽生善治に学ぶ子どものための「超」集中記憶術  大内延介 監修 講談社  1997
- 必勝向かい飛車 : 豪快!攻める怒濤流 大内延介 著 日本将棋連盟  1996(Super series)
- 天才たちの名手 : 将棋史を変えた次の一手 大内延介 著 三一書房  1995(三一将棋シリーズ)
- 次の一手でわかる寄せの決め手 大内延介 著 三一書房  1994(三一将棋シリーズ)
- 初心者のための大内延介の将棋必勝定跡  大内延介 著 日東書院  1994
- 将棋必勝手筋100 日本将棋連盟(SUPER SERIES)  1994
- 大内延介の最新詰将棋200選 : 初心者から有段者まで 大内延介 著 日東書院  1994
- 史上最強の穴熊（全2巻、1994年、毎日コミュニケーションズ、ISBN 4-89563-610-0 ほか）
- 穴熊戦法 イビアナ・振り飛車穴熊のすべて（1990年1月、創元社、ISBN 4-422-75072-0）
- 大内延介の初歩の基本戦法（1986年9月、日東書院、ISBN 4-528-00486-0）
- 必勝向かい飛車（1984年、日本将棋連盟）
- 日本将棋大系 10 大橋柳雪（解説）（1978年8月、筑摩書房）
- 5七銀左戦法 大内将棋文庫（1975年、大泉書院）

エッセイ
- 大内怒涛流アジア勝負の旅  朝日ソノラマ  1996
- 将棋の来た道（1986年12月、めこん、ISBN 4-8396-0032-5）[小学館文庫、1998年]
- 決断するとき 将棋に生きる（1981年7月、筑摩書房・ちくま少年図書館、ISBN 4-480-04056-0）[ちくま文庫、1987年]

共著
- 名匠の棋跡 大内延介 (著), 天狗太郎 (著) 時事通信社 1980
- 振飛車のルーツ 大内延介 (著), 天狗太郎 (著) 時事通信社 1982
- 将棋‐こう指せば勝つ  大内延介  (著), 天狗太郎 (著) 日本文芸社 1985